# Delaware Colony

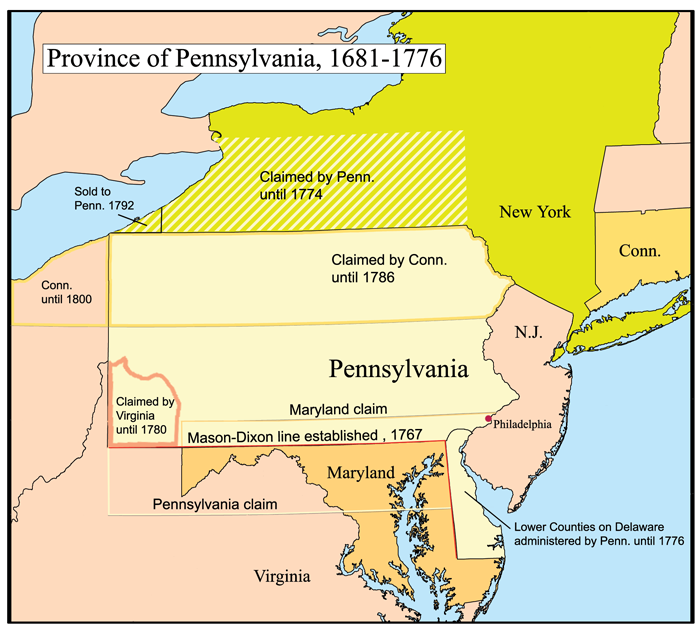
Grenzen der Province of Pennsylvania 1681–1776

Die Delaware Colony (1664–1776) war eine der Dreizehn Kolonien in Nordamerika, die sich 1776 in der Unabhängigkeitserklärung der Vereinigten Staaten vom Mutterland Großbritannien lossagten.

## Geschichte
1664, kurz vor Beginn des zweiten englisch-niederländischen Seekrieges, wurde die niederländische Kolonie Nieuw Amsterdam von den Briten erobert. Im Frieden von Breda traten die Niederlande 1667 auch das Gebiet der späteren Delaware Colony an England ab. Im Frieden von Westminster 1674 fiel das Gebiet endgültig an die britische Krone. Ab 1681 zählte das Gebiet der späteren Delaware Colony zur Province of Pennsylvania. Die Bewohner Delawares erreichten 1702 Selbstverwaltung innerhalb der Provinz Pennsylvania, mit Sitz New Castle. Die drei Countys Delawares sagten sich erst zwei Monate nach der Unabhängigkeitserklärung 1776 von Pennsylvania los und deklarierten sich als eigenständiger Staat. Die erste Hauptstadt war New Castle, bis sie 1777 nach Dover verlegt wurde.